# 奶子山街道
奶子山街道，是中华人民共和国吉林省吉林市蛟河市下辖的一个乡镇级行政单位。

## 行政区划
奶子山街道下辖以下地区：
东旭社区、希望社区、星光社区、前兴社区、友联村、工业村和建设村。